# Orgilus burksi
Orgilus burksi är en stekelart som beskrevs av Muesebeck 1970. Orgilus burksi ingår i släktet Orgilus och familjen bracksteklar. Inga underarter finns listade i Catalogue of Life.